# Торговый дом Е. С. Смоленцева и Н. П. Шмелева
Торговый дом Е. С. Смоленцева и Н. П. Шмелева — комплекс зданий, расположенный на улице Баумана в центре Казани. Является памятником культуры республиканского значения.

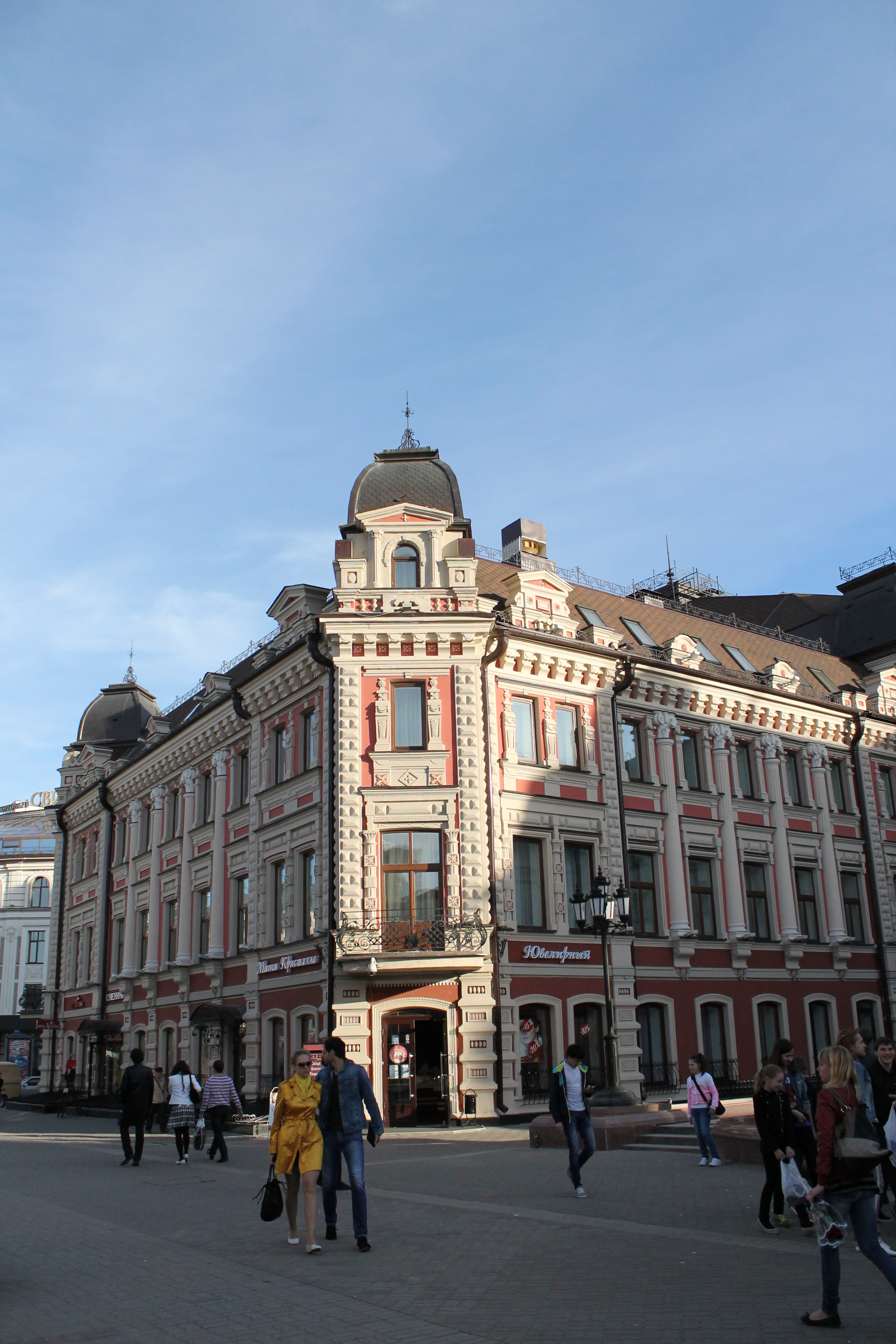
Угловое здание, построено в конце XIX века

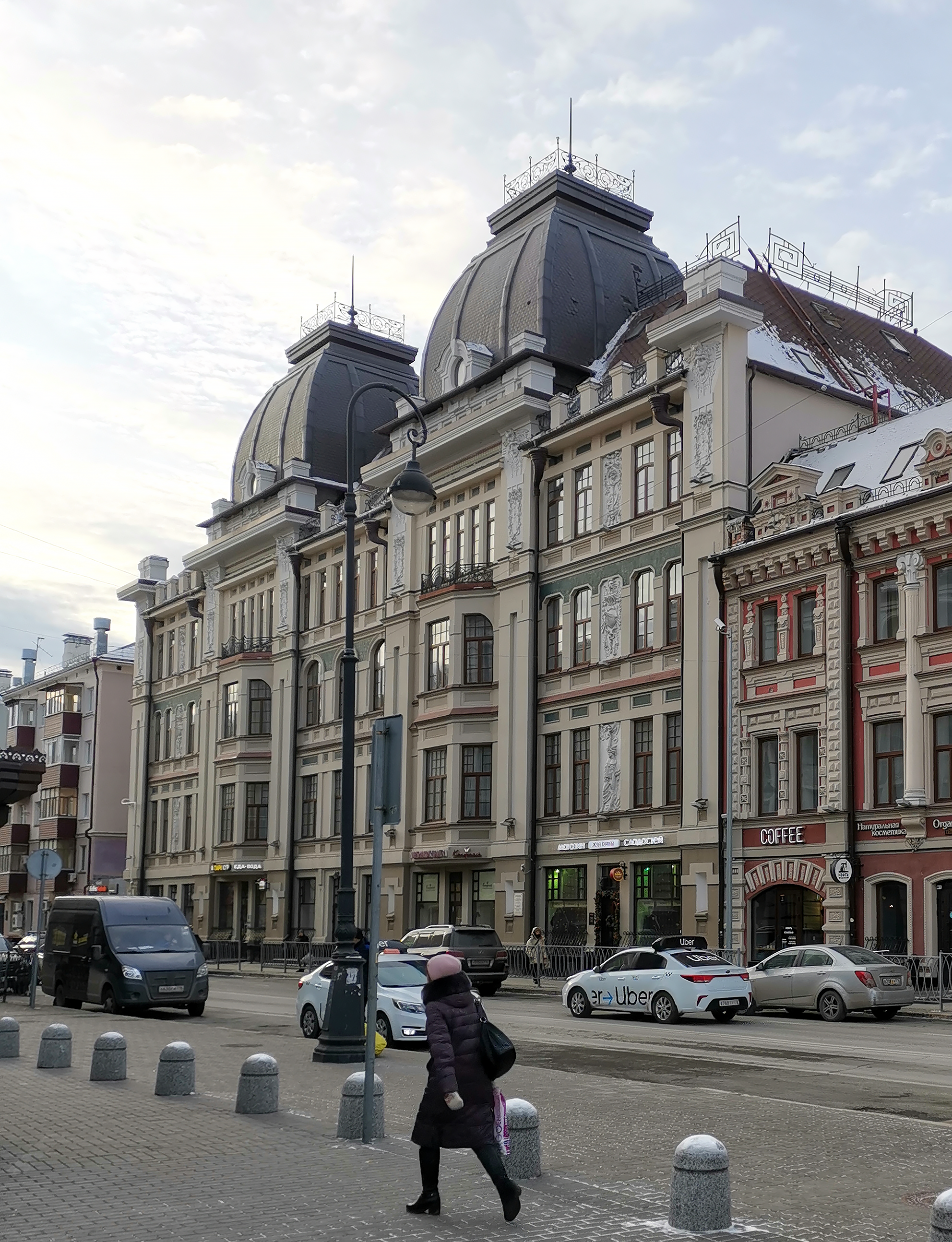
Второе здание, построено в начале XX века

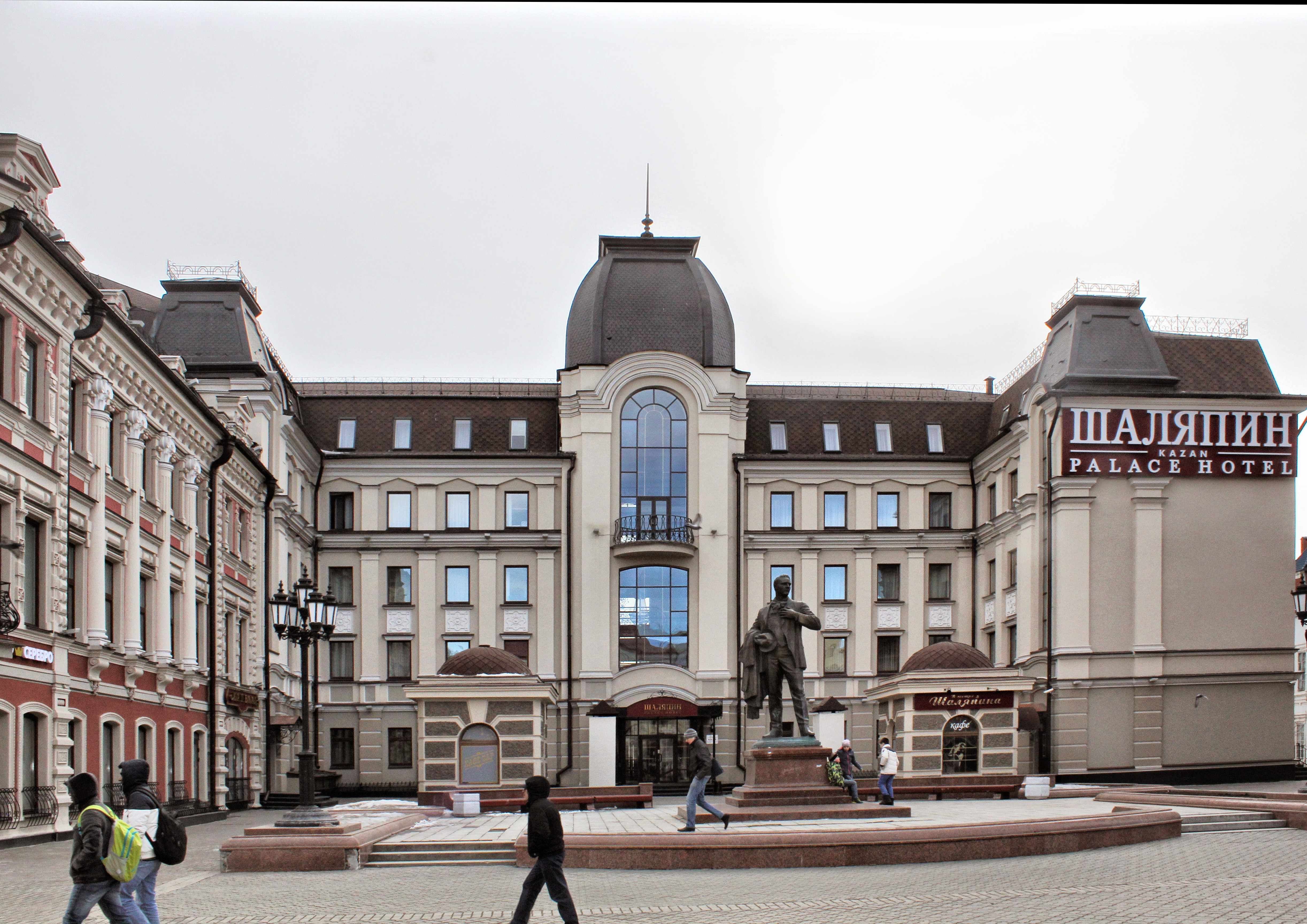
Дополнительная пристройка 2005 года за памятником Шаляпину

## Описание
Занимает два соединённых между собой здания (первое угловое и второе вдоль улицы) от пересечения пешеходной улицы Баумана (дом 80) и Университетской улицы (дом 7).
Первоначальное здание было построено в 1869—1873 гг. как дом казанского купца Зиганши Усманова.
В 1899 году на этом месте было построено здание для новых владельцев — Торгового дома Е. С. Смоленцева и Н. П. Шмелева. Тогда в верхней части здания и появилась гостиница, известная как «Северные номера».
На первом этаже располагался магазин «Чай», просуществовавший более 100 лет.
Рядом в 1909—1910 гг. по заказу тех же Смоленцева и Шмелева было построено двухкупольное второе здание по проекту архитектора Василия Андреевича Трифонова. Оба здания были соединены между собой и имели окраску в зелёных тонах.
В советское время гостиница носила название «Совет».
На первом этаже первого здания расположены магазины и офисы. На площади перед новым корпусом расположен памятник Федору Ивановичу Шаляпину, который родился в Казани.

## Гостиница «Шаляпин Палас Отель»
В 2000 году комплекс зданий выкуплен холдингом «Красный Восток». Здания к Тысячелетию Казани в 2005 году были полностью перестроены и отреставрированы с частичным сохранением фасадов и пристройкой нового корпуса, с изменением окраски на кремово-коричневые тона и устройством яркой ночной подсветки, после чего гостиница получила своё современное название. В здании открыт отель «Шаляпин Палас Отель», в нём находятся 123 номера разных категорий, 8 конференц-залов, фитнесс-центр с бассейном, ресторан. Комплекс принадлежит ПИФу подконтрольному управляющей компании Энергоинвесткапитал, учредителями которой являются члены семьи Хайруллиных.